# Фэрроу, Тиза
Тиза Фэрроу (англ. Tisa Farrow, 22 июля 1951 года, Лос-Анджелес, Калифорния, США — 10 января 2024 года, Ратленд, штат Вермонт, США) — американская актриса и модель.

## Биография
Тиза Фэрроу родилась 22 июля 1951 года в Лос-Анджелесе в семье ирландской актрисы Морин О’Салливан и австралийского кинорежиссёра Джона Фэрроу. В семье она была самой младшей из их четырёх девочек и трёх мальчиков. Её братья и сестры — Миа, Пруденс, Стефани, Майкл Дэмиен, Патрик Джозеф и Джон Чарльз. Как и большинство её братьев и сестёр, Тиса получила строгое и преимущественно католическое воспитание. На первом курсе средней школы она поступила в школу New Lincoln School в Нью-Йорке. Она ушла из этой школы по собственному желанию, учась в 11-м классе. Затем она работала официанткой.
Первая роль Фэрроу в кино была исполнена в фильме «Гомер». Затем она снялась в фильме Рене Клемана «Охота» (1972), драме «Некоторые называют это любовью» (1973) и комедии «Только Бог знает» (1974). Фэрроу была показана полуобнажённой в фотостатье в июльском номере журнала «Playboy» за 1973 год, фотографом был Марио Касилли.
Во второй половине 1970-х годов Фэрроу снялась в итало-канадском боевике «Огненный шторм» (1976) режиссёра Альберто Де Мартино, в телевизионном фильме ужасов «Посвящение Сары» (1978), в первом полнометражном фильме Джеймса Тобака «Пальцы» (1978) вместе с Харви Кейтелем и в канадском фильме «Человек, пришедший из джунглей» (1979). У неё была эпизодическая роль в фильме Вуди Аллена «Манхэттен» (1979). С середины 1979 по 1980 год Фэрроу сыграла главные роли в трёх итальянских игровых фильмах: фильме ужасов Лучио Фульчи «Зомби 2» (1979), фильме Антонио Маргерити о войне во Вьетнаме «Последний охотник» (1980) и фильме ужасов Джо Д’Амато «Антропофаг» (1980).
Эти работы ознаменовали конец кинокарьеры Тизы Фэрроу, которой ещё не исполнилось 30 лет. Позже она работала медсестрой. Тиза состояла в браке, один из её сыновей погиб, будучи солдатом США во время войны в Ираке.
Тиза Фэрроу умерла во сне от сердечно-легочной недостаточности 10 января 2024 года в возрасте 72 лет.

## Фильмография
- 1970 Homer Laurie Grainger
- 1972 «Бег зайца через поля» (фр. La course du lièvre à travers les champs, англ. And Hope to Die) — Pepper
- 1973 Some Call It Loving (Sleeping Beauty) — Jennifer
- 1974 Only God Knows — Terry Sullivan
- 1976 итал. Una magnum special per Tony Saitta (англ. Strange Shadows in an Empty Room) — Julie Foster
- 1978 The Initiation of Sarah (TV movie) — Alberta 'Mouse'
- 1978 «Пальцы» («англ. Fingers») — Carol
- 1979 «Найти и уничтожить» (с англ. — «Search and Destroy» — Kate Barthel
- 1979 The Ordeal of Patty Hearst (TV movie) — Gabi
- 1979 «Манхэттен» (англ. Manhattan) — Party Guest
- 1979 Winter Kills — Nurse Two
- 1979 «Зомби 2» (англ. Zombi 2) — Anne Bolt англ. Zombie, Zombie Flesh Eaters
- 1979 One Who Was There (Short film) — Young Mary Magdalene
- 1980 «Антропофаг» (англ. Antropophagus, англ. The Grim Reaper) — Julie
- 1980 L’ultimo cacciatore — Jane Foster